# چاه عمیق شهیدجان میرزا
چاه عمیق شهیدجان میرزا یک منطقهٔ مسکونی در ایران است که در دهستان شوسف واقع شده‌است. چاه عمیق شهیدجان میرزا ۳۲ نفر جمعیت دارد.